# Hogewoerdsbuitenpoort

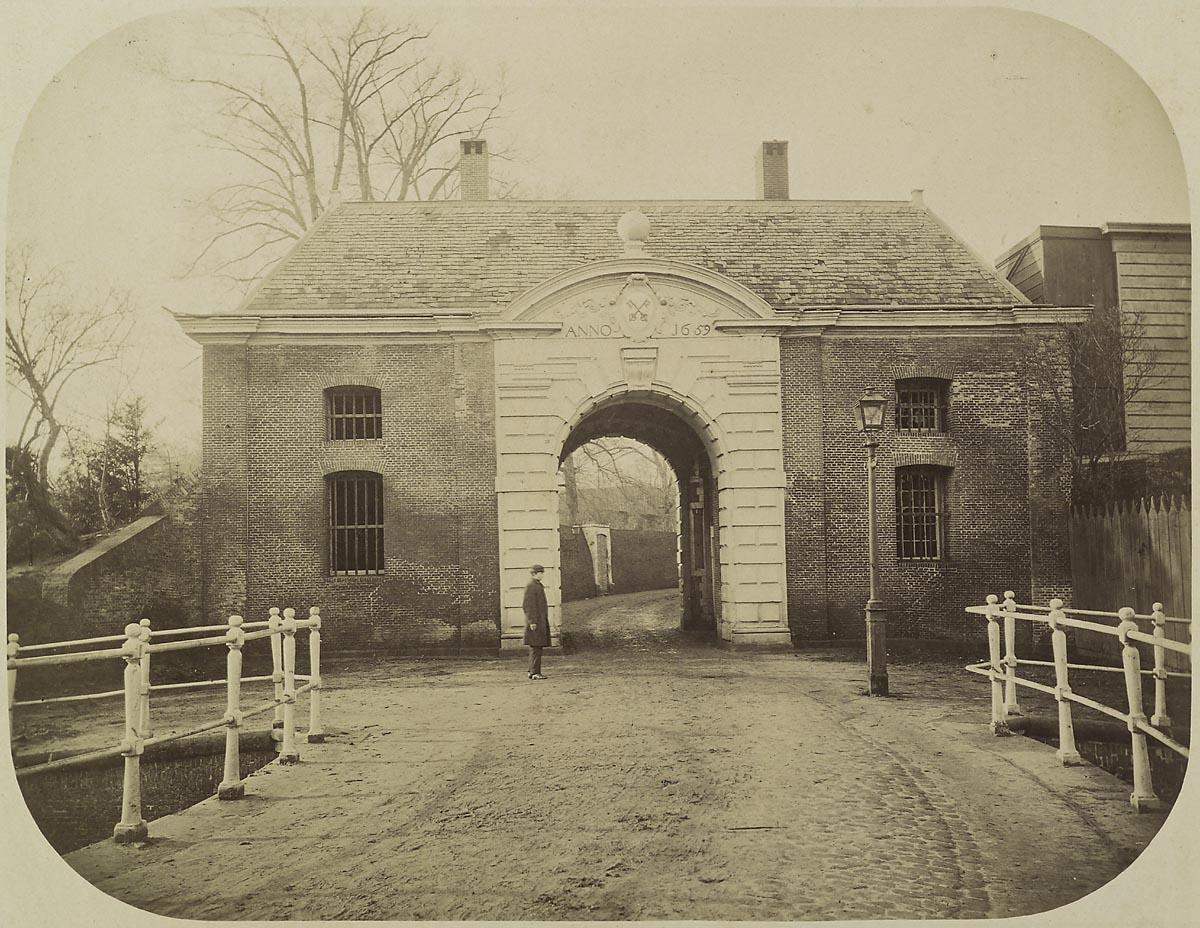
Buitenzijde.

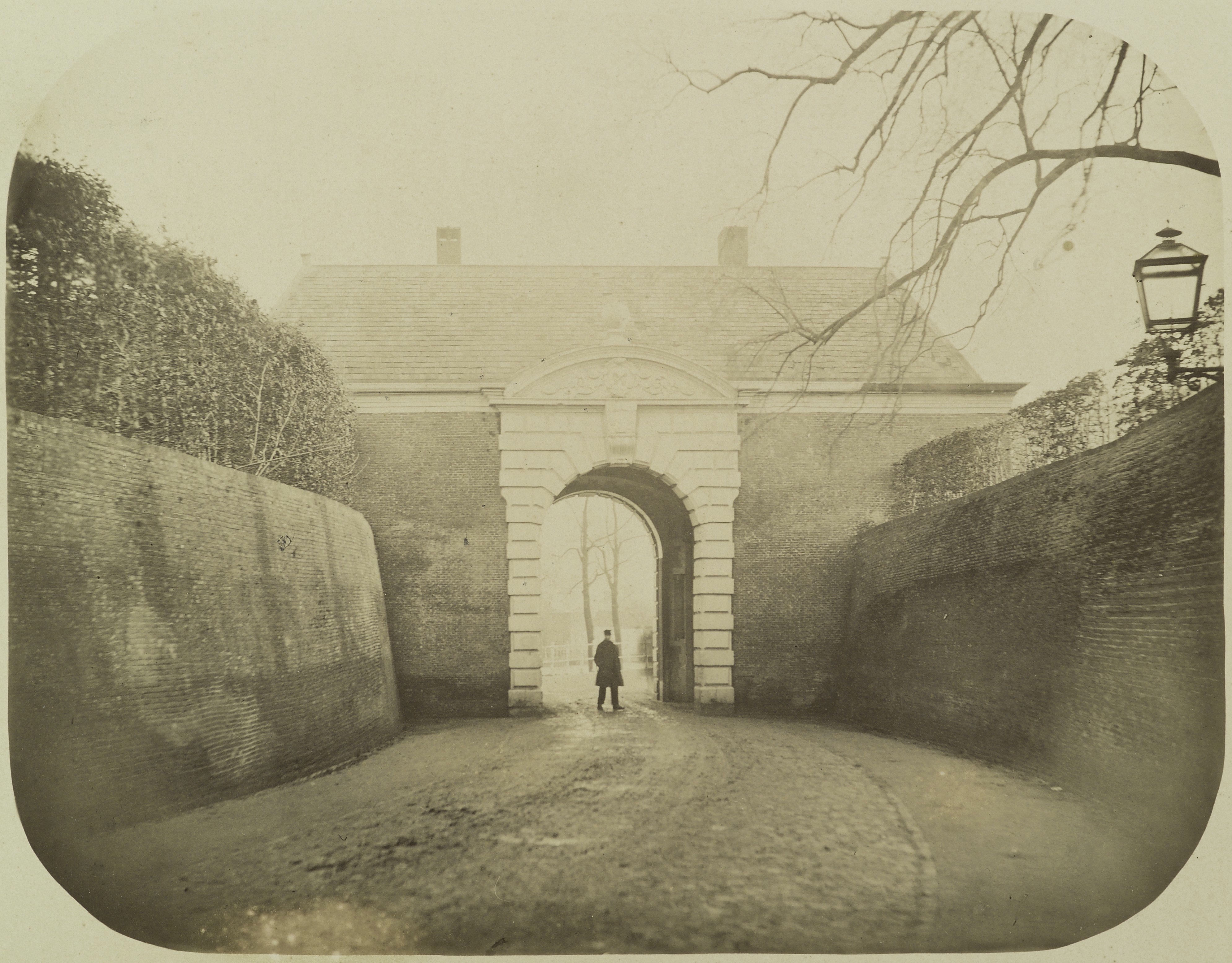
Binnenzijde.

De Hogewoerdsbuitenpoort is een voormalige stadspoort in de Nederlandse stad Leiden. Deze stadspoort bevond zich aan het oostelijk einde van de Hogewoerd. De poort werd in 1659 gebouwd. Het gebouw was niet nieuw. Het werd steen voor steen opgebouwd uit de oude Hogewoerdsbinnenpoort die in 1635 was gebouwd maar door de stadsuitbreiding aan de zuidoostkant in 1659 binnen de stad was komen te liggen.
De buitenpoort werd tussen 1863 en 1867 gesloopt. 